# Loring R-III
El Loring R-III o R-3 fue un avión de reconocimiento militar producido en España en la década de 1920.

## Desarrollo
A principios de 1926, Talleres Loring inició la fabricación de un nuevo avión sesquiplano diseñado por Eduardo Barrón, el Loring R-III. El objetivo era presentar este nuevo modelo a la Aviación Militar, ya que esta había decidido seleccionar un segundo avión de reconocimiento complementario del Breguet 19, que fabricaba CASA bajo licencia.
El Loring R-III compitió en este concurso con el Potez 25, presentado por Hispano Suiza para su construcción bajo licencia. La calidad técnica de los dos aparatos estaba a la par, pero la Aviación Militar se inclinó por el R-III, dado el interés del Directorio Militar de Primo de Rivera en potenciar la industria nacional.
A mitad de 1926, los Loring R-III realizaron sus vuelos de pruebas, incorporándose inmediatamente los primeros aparatos, números 1 a 4 de fabricación, a la línea Sevilla-Larache (protectorado español de Marruecos). A estos aparatos de uso comercial les fueron sustituidos los motores Hispano Suiza de 450 CV por unos Junkers L-2 de 265 CV, de consumo mucho más económico y más adecuado a este empleo.
El pedido que la Aeronáutica Militar realizó en abril de 1927 con cargo a los presupuestos de 1925 fue excepcional, 110 aparatos R-III, que empezarían a salir de la cadena de montaje de Carabanchel en 1929.
Los Talleres Loring se situaron por esta época a la cabeza de la industria aeronáutica española. En la Exposición Nacional de
Aeronáutica celebrada en el Palacio de Cristal del Retiro en Madrid, durante octubre y noviembre de 1926, al impulso de la Conferencia Iberoamericana de Navegación Aérea, el pabellón de Loring exhibía cuatro modelos totalmente españoles: los R-I, R-III, C-1 y el biplano de escuela T-1. Sin embargo, las variantes de caza y entrenamiento no llegaron a entrar en producción.
Durante el año 1935 fueron retirados los pocos R-III que permanecían en servicio. No está clara su participación en la contienda civil.

## Variantes

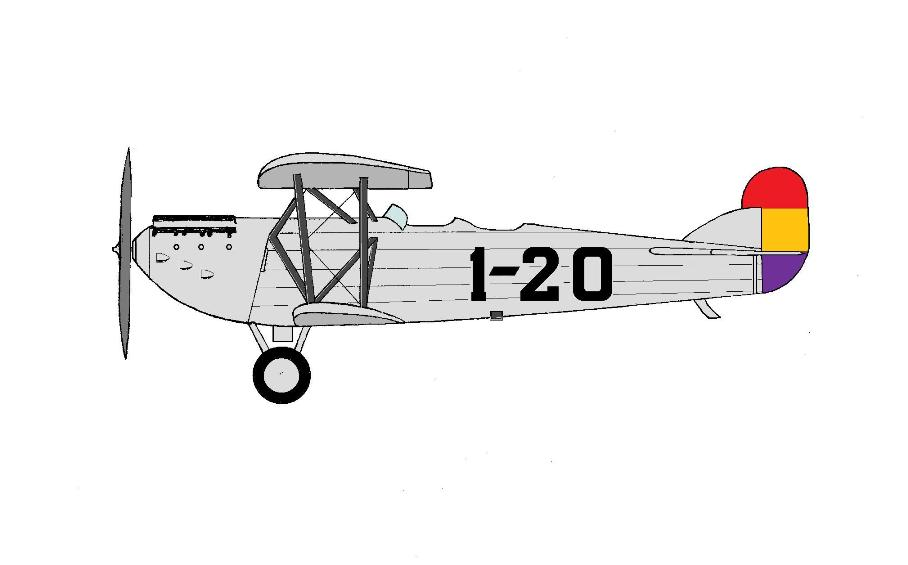
Loring R-III de la Aeronáutica Militar.

R-3
Versión principal con dos cabinas abiertas en tándem; propulsada por un motor Hispano-Suiza 12Hb de 600 kW (800 hp).
C-1
Prototipo de caza basado en el R-3; uno construido y exhibido en la Exposición Aeronáutica del Palacio de Cristal, en 1926.
T-1
Entrenador ligero basado en el R-3; un prototipo construido en 1926.

## Operadores
España
- Aeronáutica Militar

 España
- Aeronáutica Militar

## Especificaciones

### Características generales
- Tripulación: 2
- Longitud: 9,7 m (31,8 ft)
- Envergadura: 14,5 m (47,6 ft)
- Peso vacío: 1400 kg (3085,6 lb)
- Peso máximo al despegue: 2380 kg (5245,5 lb)
- Planta motriz: 1× motor en V refrigerado por líquido Hispano-Suiza 12Hb.
  - Potencia: 368 kW (493 HP; 500 CV)

### Rendimiento
- Velocidad nunca excedida (Vne): 235 km/h (146 MPH; 127 kt)
- Alcance: 900 km (486 nmi; 559 mi)
- Techo de vuelo: 7000 m (22 966 ft)

### Armamento
- Ametralladoras: 

  - 2 delanteras sincronizadas
  - 2 para el observador, montadas en anillo scarff
- Bombas: 

  - 40 de 11 kg
  - 8 de 50 kg

### Desarrollos relacionados
- Loring R-I

### Aeronaves similares
- AME VI

### Listas relacionadas
- Anexo:Aviones utilizados por las Fuerzas Aéreas de la República Española